# Periclimenoides
Periclimenoides is een geslacht van kreeftachtigen uit de klasse van de Malacostraca (hogere kreeftachtigen).

## Soorten
- Periclimenoides odontodactylus (Fujino & Miyake, 1968)
- Periclimenoides socotrae Bruce, 2006